# Farkasrév
Farkasrév (románul: Vadu Izei, 1968-ig Vad, jiddisül וואד) falu Romániában, Máramaros megyében.

## Fekvése
Máramarosszigettől hat kilométerre délkeletre, a Mára bal partján, az Iza beömlésénél, dombvidéken fekszik.

## Nevének eredete
Magyar és román nevének alaptagja azonos jelentésű – vad a magyar 'rév'. 1808-ban egyik neveként feltűnt a Brod, amely közszóként ugyanezt jelenti. A magyar név előtagja arra a Farkas mesterre utal, aki 1383–84-ben máramarosi ispán volt. Először a falu is ekkor, 1383-ban fordul elő, Farkasrev alakban, majd 1397-ben mint Rew. Mai hivatalos román nevének jelentése 'Izaréve'.

## Története
Kezdetben vegyesen jobbágyi–kisnemesi, a 17. századtól jobbágyfalu volt. Egy Lázár nevű helyi nemest 1514-ben, a Dózsa György-féle parasztfelkelésben való részvétele miatt vagyonfosztásra ítéltek. A 16. század közepétől a szomszédos Kaszó vidéki falvak román nemesei és a máramarosszigeti polgárok birtokolták, a 17. század elején nagy része Bethlen Istváné lett, majd a század közepén egésze a kincstáré. Későbbi birtokosai közé tartozott 1671-ben Thököly Imre, az 1680-as–1700-as években Perényi Mária. 1767-ben részben kamarai, részben Vécsey-birtok volt. Görögkatolikus iskoláját először 1816-ban említik. Az 1860-as években Várady Gábor udvarháza állt benne. Fatemplomát 1758-ban Bárdfalváról szállították ide, de a kőtemplom elkészülte után, 1884-ben vissza is vitték Bárdfalvára. A 20. század elején Máramaros vármegye Szigeti járásához tartozott.
1838-ban 449 görögkatolikus vallású lakosa volt.
1910-ben 1999 lakosából 1817 volt román, 155 német (jiddis) és 25 magyar anyanyelvű; 1831 görögkatolikus és 163 zsidó vallású.
2002-ben 2310 lakosából 2304 volt román nemzetiségű; 2070 ortodox és 71 görögkatolikus vallású.

## Nevezetességek
- Kazár László grafikusművész emlékmúzeuma.
- Faragott máramarosi kapuk.
- A faluban csergekészítés, szőnyegszövés, fafaragás, üvegikonfestés, vesszőfonás.
- Gheorghe Covaci Cioata hegedűs zenekara.
- Zsidó temető.

## Testvértelepülése
- Braine-le-Comte, Belgium